# Wey Lanshan
Wey Lanshan (кит. трад. 魏牌蓝山, пиньинь Wèipái Lánshān) — полноразмерный люксовый кроссовер, выпускающийся подразделением Wey компании Great Wall Motor.

## Описание

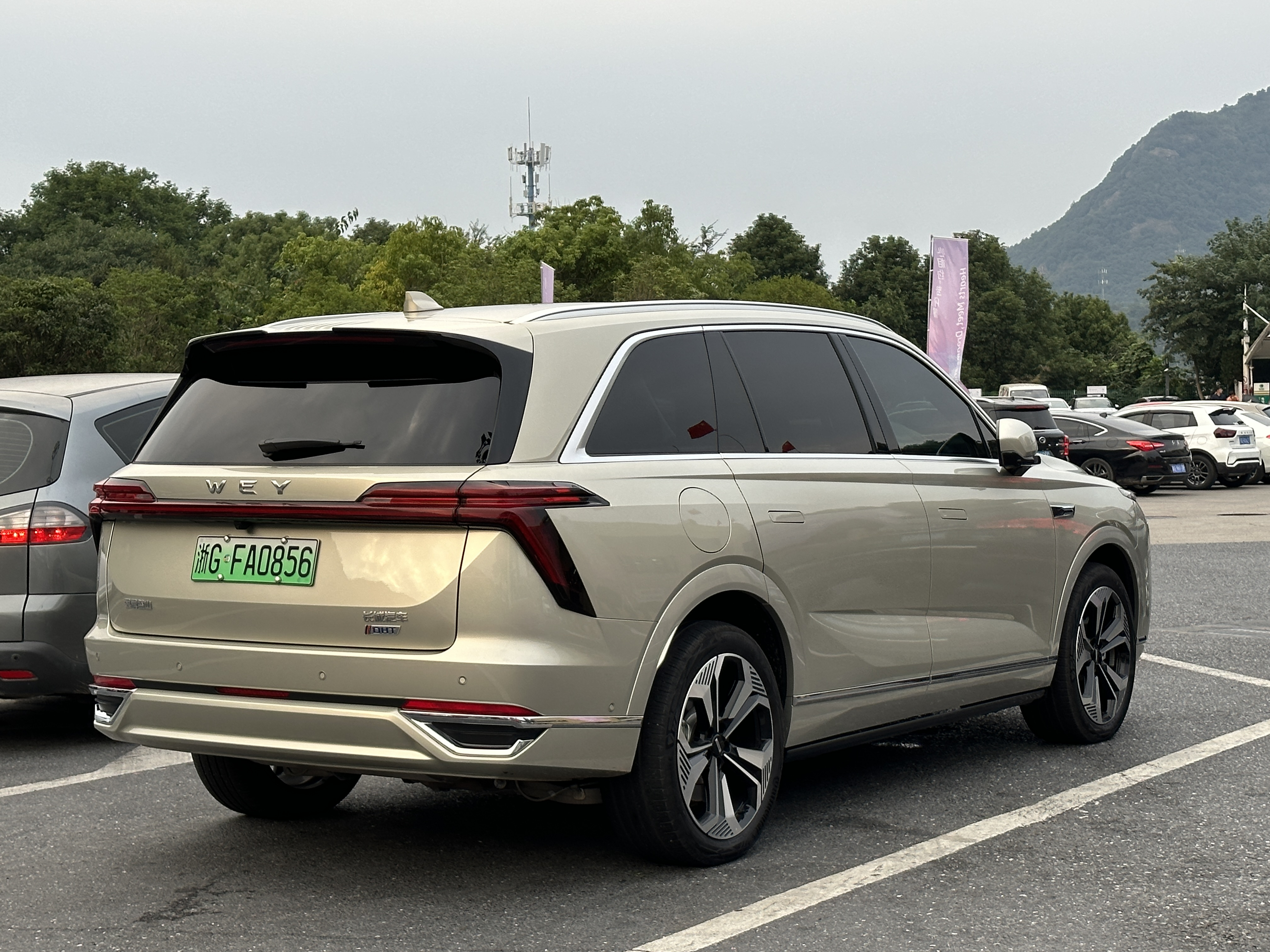
Вид сзади

В основе Wey Lanshan лежит платформа Coffee Intelligence. Его размеры составляют 5156/1980/1805 мм при колёсной базе 3050 мм.
Wey Lanshan оснащён 1,5-литровым бензиновым двигателем и электродвигателем суммарной мощностью 380 кВт и суммарным крутящим моментом 933 Н·м. Ёмкость тройного литиевого аккумулятора составляет 44,5 кВт·ч.
Запас хода на электротяге составляет 180 км, а по циклу WLTC — свыше 1200 км.